# Follow Me (Amanda Lear)
Follow Me è il sesto singolo della cantante francese Amanda Lear, pubblicato nel 1978 come primo estratto dall'album Sweet Revenge.

## Descrizione
Il testo della titletrack Follow Me è opera della stessa Amanda Lear, mentre la musica è stata composta da Anthony Monn. Musicalmente, Follow Me presenta un suono disco contemporaneo, molto popolare nella seconda metà degli anni settanta. Tuttavia, sono presenti elementi sinfonici da cui è ravvisabile una forte ispirazione dai lavori della band tedesca Kraftwerk. Nel testo il brano narra di una sedizione seduzione. La canzone unitamente ad altre cinque tracce dell'album Sweet Revenge, ha il compito di creare una suite i cui testi, assieme, narrano la storia di una ragazza sedotta dal Diavolo. Una versione alternativa di Follow Me, intitolata Follow Me (Reprise), che appare come lato B di alcune edizioni del singolo Run Baby Run (Amanda Lear), conclude la suite e contiene un testo differente.
Il singolo è stato distribuito nella primavera del 1978. Il disco presenta numerose edizioni con differenti lati B. L'edizione principale e più comune, pubblicata in 7" dalla Ariola in Germania e in molti altri paesi anche da altre etichette, contiene come lato B il brano Mother, Look What They've Done to Me. Una edizione canadese, pubblicata su formato 12" da Inter Global Music in vinile rosso oppure giallo e da Epic in vinile nero, contiene una versione remixata da Wally MacDonald della durata di 10" intitolata Follow Me (Special Disco Mix) e presenta sul lato B il brano Enigma (Give a Bit of Mmh to Me). Questo lato B è inoltre presente in una edizione promo italiana, pubblicata dalla Polydor.
In Cecoslovacchia il singolo viene pubblicato nel 1982 dall'etichetta Supraphon con sul lato B il brano Hollywood Is Just A Dream When You Are Seventeen. Nuove versioni del singolo, riregistrato e remixato, vengono pubblicate soprattutto in Germania e Italia a partire dal 1987, anno in cui viene dato alle stampe dalla Carrere in 7" e 12" con il titolo Follow Me (New Mix) e con sul lato B il brano I'm a Mistery, mentre il 12", comprendente una versione più lunga della titletrack, riporta anche la versione Follow Me (Radio Mix). Un'edizione promo del 1992, contiene cinque versioni house. Nel 1998 viene inoltre pubblicata dalla 12 Inch Stars un'edizione italiana del singolo in 12" con sul lato B il brano Tomorrow. Infine in Belgio, nel 2000, l'etichetta amc ne ha pubblicato una ristampa in CD, che riporta come B side il brano The Sphinx.
Follow Me è stato pubblicato anche come lato B di alcune edizioni del secondo singolo tratto da Sweet Revenge, Run Baby Run. In particolare un'edizione spagnola lo riporta con il titolo tradotto in Sigueme. Compare inoltre all'interno dell'EP del 1980 pubblicato nella DDR dall'etichetta discografica Amiga in vinile rosso o blu, Amanda Lear. Nel 1987 compare come lato B dell'edizione canadese in 12" del singolo Wild Thing. Nel 1989 una versione remixata, intitolata Follow Me ('89 High Energy Mix), compare all'interno dell'EP Follow Me/Gold - The '89 Remixes, pubblicato in Germania dalla Ariola in formato CD e 12". Una nuova versione intitolata Follow Me (Mix 93), compare come ultima traccia nell'edizione francese del singolo Fantasy, pubblicato nel 1993 da Chene.
Il brano è una delle più grandi hit di Amanda Lear e anche una delle sue signature song. Il singolo ha raggiunto la top 10 in non meno di 10 paesi europei, inclusi Germania e Paesi Bassi, e ha venduto 2 milioni di copie mondialmente.

## Videoclip
La cantante ha eseguito Follow Me dal vivo in numerose trasmissioni televisive, compresa la tedesca Disco.
Nel 1978 Amanda Lear ha girato il videoclip di Follow Me per lo show televisivo tedesco Musikladen. Amanda intona la canzone di fronte alla telecamera, indossando un mantello nero che si sifla lentamente per rivelare un vestito rosa brillantinato. Sullo sondo si alternano foto di Amanda sulla copertina dell'album e un cielo stellato. Il videoclip sfrutta a pieno la tecnica del bluescreen, come ogni altro video che la Lear ha girato per Musikladen.
Sempre nel 1978 viene girato un secondo videoclip diretto da Enzo Trapani per la trasmissione televisiva italiana Stryx. Anche qui Amanda si presenta indossando un mantello nero, ma il costume indossato sotto di esso è diverso. Un terzo video musicale viene prodotto per lo show italiano Ma chi è Amanda?.
Infine, nel 1993, Amanda Lear rivista il brano e registra un altro video con la tecnica del bluescreen.

## Tracce
7" Ariola (1978), Germania e altri paesi
1. Follow Me – 3:52
2. Mother, Look What They've Done to Me – 4:25

Durata totale: 8:17
7" promo Polydor (1978), Italia
1. Follow Me – 3:48
2. Enigma (Give a Bit of Mmh to Me) – 5:08

Durata totale: 8:56
12" Epic/Inter Global Music (1978), Canada
1. Follow Me (Special Disco Mix) (remixata da Wally MacDonald) – 10:48
2. Enigma (Give a Bit of Mmh to Me) – 5:08

Durata totale: 15:56
12" Siamese (1979), Canada
1. Follow Me (Special Disco Mix) – 10:48
2. Follow Me (Special Disco Mix) – 10:48

Durata totale: 21:36
7" Supraphon (1982), Cecoslovacchia
1. Follow Me (Následuj Mě)
2. Hollywood Is Just A Dream When You Are Seventeen (Hollywood Je Sen Pro Sedmnáctileté)

Durata totale: 0:00
7" Carrere (1987), Germania
1. Follow Me (New Mix) – 3:49
2. I'm a Mistery – 4:35

Durata totale: 8:24
12" Carrere (1987), Germania
1. Follow Me (The Special 1987 Mix) – 7:18
2. Follow Me (Radio Mix) – 3:49
3. I'm a Mistery (Remix) – 5:18

Durata totale: 16:25
12" promo (1992)
1. Follow Me (Long Version)
2. Follow Me (Instrumental Version)
3. Follow Me (Short Version I)
4. Follow Me (Short Version II)
5. Follow Me (Short Version III)

12" 12 Inch Stars (1998), Italia
1. Follow Me – 3:59
2. Tomorrow – 3:42

Durata totale: 7:41
CD amc (2000), Belgio
1. Follow Me – 3:50
2. The Sphinx – 4:20

Durata totale: 8:10

## Classifiche
| Classifiche (1978) | Posizione Massima |
| ------------------ | ----------------- |
| Germania           | 3                 |
| Austria            | 6                 |
| Svizzera           | 7                 |
| Paesi Bassi        | 3                 |
| Italia             | 9                 |
| Francia            | 6                 |
| Sudafrica          | 3                 |

## Cover ed utilizzo nei media
- Nel 2006 il cantante spagnolo Pedro Marín ha eseguito una cover del brano nel suo album Diamonds.[12] La sua versione del brano è stata pubblicata anche come singolo.
- Nel 2023 Follow Me è stato utilizzato come sigla della pubblicità del profumo Coco Mademoiselle di Chanel.